# Boston University Tanglewood Institute
Il Boston University Tanglewood Institute (BUTI) è un programma estivo di formazione musicale per studenti dai 10 ai 20 anni situato a Lenox, Massachusetts, sotto l'egida del Boston University College of Fine Arts.

## Storia
Il BUTI fu immaginato nel 1965 quando Erich Leinsdorf, allora direttore musicale della Boston Symphony Orchestra (BSO), invitò Edward Stein, preside del College of Fine Arts della Boston University, a creare un programma di formazione estiva per giovani musicisti come estensione del Tanglewood Music Center (TMC) della BSO. Il BUTI aprì per la sua stagione inaugurale il seguente giugno.
Groton Place, l'edificio centrale del campus, ospitava numerose organizzazioni prima della residenza del BUTI. Costruito nel 1905 come residenza estiva per Grenville Llndall Winthrop, fu acquistato nel 1943 per servire come sede della Windsor Mountain School. In seguito il sito fu utilizzato per ospitare l'ormai defunto Holliston College dal 1976 al 1980, dopo il quale l'Università di Boston acquistò la proprietà per creare il BUTI.
Il BUTI ha celebrato la stagione del suo cinquantesimo anniversario nell'estate 2016.

## Campus universitario
Il campus di 26 ettari del BUTI è situato al n. 45 della West Street a Lenox, nel Massachusetts, a circa un miglio dal Tanglewood Music Festival. Questa proprietà contiene strutture per l'istruzione e la pratica, un teatro da 250 posti, dormitori, uffici amministrativi e una caffetteria. Il BUTI utilizza anche strutture didattiche a Tanglewood, Berkshire Country Day School e Morris Elementary School e luoghi di spettacolo tra cui la Seiji Ozawa Hall, Koussevitzky Music Shed, Trinity Episcopal Church e Church on the Hill.

## Programmi accademici
Durante i mesi di giugno, luglio e agosto, il BUTI offre 23 programmi individuali per archi, legni, ottoni, percussioni, arpa, voce, pianoforte e composizione. A metà giugno viene offerta una serie di workshop di due settimane per flauto, oboe, clarinetto, fagotto, sassofono, corno francese, tromba, trombone, tuba ed eufonio, percussioni, violino, viola, violoncello, contrabbasso, quartetto d'archi e composizione elettroacustica. Gli studenti che frequentano questi programmi vanno dai 14 ai 20 anni. Anche uno Junior Strings Intensive, presentato per la prima volta nell'estate 2017, viene offerto durante queste due settimane e si rivolge a studenti di violino, viola e violoncello di età compresa tra i 10 e i 13 anni.
A partire da luglio iniziano una serie di programmi più lunghi, tra cui un Programma per pianisti per giovani artisti di tre o sei settimane, un Gruppo di fiati per giovani artisti di quattro settimane e un Programma vocale per giovani artisti di sei settimane, un Programma di composizione per giovani artisti e un'Orchestra di giovani artisti. Questi programmi sono costituiti da studenti di età compresa tra 14 e 19 anni che non hanno ancora iniziato lo studio universitario a tempo pieno.
Il BUTI offre anche corsi opzionali per studenti, tra cui teoria musicale e storia della musica e una serie di salute e benessere composta da Metodo Feldenkrais, yoga e body mapping.

## Stagione concertistica
La stagione dei concerti del BUTI consiste di oltre 70 eventi ogni estate, tra cui sei spettacoli al Seiji Ozawa di Tanglewood Hall ed uno spettacolo al Tanglewood on Parade. Le esibizioni includono concerti per grande orchestra, recital per studenti e facoltà, musica da camera, recital di canzoni d'arte, scene d'opera e nuovi recital musicali. La maggior parte delle esibizioni sono gratuite e aperte al pubblico.